# Michael Rutter
Sir Michael Llewellyn Rutter CBE FRS FRCP FRCPsych FMedSci (15 d'agost de 1933 – 23 d'octubre de 2021) va ser el primer professor de psiquiatria infantil al Regne Unit. Ha estat descrit com «el pare de la psicologia infantil».
Era professor de psicopatologia del desenvolupament a l'Institut de Psiquiatria King's College London i psiquiatre consultor del Maudsley Hospital, lloc que va ocupar des de 1966. Una enquesta de la Review of General Psychology, publicada el 2002, va classificar a Rutter com el 68è psicòleg més citat del segle xx.

## Joventut
Rutter era el fill gran de Winifred (nascut Barber) i Llewellyn Rutter. Va néixer al Líban, on el seu pare exercia de metge, però va tornar a Anglaterra quan era molt jove. El 1940, a l'edat de 7 anys, enmig dels temors d'una invasió alemanya, Rutter va ser evacuat, amb la seva germana menor, a Amèrica del Nord.

## Educació
Va assistir a Moorestown Friends School a Nova Jersey, EUA. Posteriorment va assistir a Wolverhampton Grammar School i després a Bootham School a York, des d'on va continuar els seus estudis a la University of Birmingham Medical School.

## Carrera
Rutter va crear la Unitat de Recerca en Psiquiatria Infantil del Medical Research Council (Consell de Recerca Mèdica) el 1984 i el Centre de Social, Genètic i Desenvolupament Psiquiàtric, deu anys més tard, sent Director Honorari d'ambdós fins a octubre de 1998. Va ser vicepresident del Wellcome Trust de 1999 a 2004, i va ser benefactor de la Fundació Nuffield de 1992 a 2008.
El treball de Rutter inclou: 
- estudis epidemiològics precoços (Illa de Wight i Londres-Centre);
- estudis de l'autisme que impliquen una àmplia gamma de tècniques i disciplines científiques, incloent l'estudi de l'ADN i la neuroimatge;
- vincles entre la investigació i la pràctica;
- privació;
- influències de famílies i escoles;
- genètica;
- trastorns de lectura;
- factors biològics i socials, de protecció i de risc;
- interaccions de factors biològics i socials;
- estrès;
- estudis longitudinals i epidemiològics, incloent experiències i condicions d'infància i adults;
- continuïtat i discontinuïtat en el desenvolupament normal i patològic. El British Journal of Psychiatry li acredita diversos avenços en aquestes àrees.[8]

També es reconeix que Rutter va contribuir de forma centralitzada a l'establiment de la psiquiatria infantil com a especialitat mèdica i biopsicosocial, amb una sòlida base científica.
Va publicar més de 400 articles científics i uns 40 llibres. Va ser l'editor europeu del Journal of Autism and Developmental Disorders entre 1974 i 1994.
El 1972, Rutter va publicar Deprivation Maternal Reassessed, que New Society descriu com «un clàssic en el camp de l'atenció infantil» en el qual va avaluar la hipòtesi de la privació materna proposada pel Dr John Bowlby el 1951. Bowlby havia proposat que «l'infant i el nen petit havia d'experimentar una relació càlida, íntima i contínua amb la seva mare (o substitut de la mare permanent) en la qual tots dos troben satisfacció i gaudiment» i que no fer-ho pot tenir conseqüències significatives i irreversibles per a la salut mental. Aquesta teoria era alhora influent i polèmica. Rutter va fer una important contribució, la seva monografia de 1981 i altres documents (Rutter 1972; Rutter 1979) que comprèn l'avaluació empírica definitiva i l'actualització dels primers treballs de Bowlby sobre la privació materna. Aconseguí més proves, va abordar els diferents mecanismes socials i psicològics subjacents i va demostrar que Bowlby només era parcialment correcte i sovint per motius equivocats. Rutter va destacar les altres formes de privació que es troben en l'atenció institucional, la complexitat de l'angoixa de la separació i va suggerir que el comportament antisocial no estava vinculat a la privació materna com a tal, sinó a la discòrdia familiar. La importància d'aquests refinaments de la hipòtesi de privació materna era reposicionar-la com un «factor de vulnerabilitat» en lloc d'un agent causant, amb una sèrie d'influències variades que determinen quin camí adoptarà un nen.
Després del final del règim de Nicolae Ceauşescu a Romania el 1989, Rutter va liderar l'equip d'estudis d'adopció d'anglesos i romanesos, després que molts dels orfes van ser adoptats per famílies occidentals, en els seus adolescents en una sèrie d'estudis substancials sobre els efectes de privacions i privacions anticipades a través de múltiples dominis que afecten el desenvolupament del nen incloent l'afecció i el desenvolupament de noves relacions. Els resultats van donar motiu d'optimisme.
El juny de 2014, Rutter va ser el convidat al programa de la BBC Radio 4 The Life Scientific, en el qual es va descriure a si mateix com un quàquer no teista, a més de revelar que, als 80 anys, encara treballava cada dia «des d'aproximadament des de dos quarts de nou fins a les quatre».

## Teoria del lligam
Entre els temes de recerca de Rutter, es va estendre el seu interès per la teoria del lligam maternal tal com es va estudiar en el seu llibre The Qualities of Mothering (1974). En aquest llibre, Rutter estudia l'aparició de diversos trastorns en nens en creixement com el «trastorn antisocial de la personalitat» i la «psicopatologia sense afecció». La concentració de Rutter es reflecteix sovint en els seus comentaris sobre els entorns d'aprenentatge privat i l'entorn emocional privat, ja que aquests afecten el creixement del nen. Una de les principals distincions que Rutter fa al llarg del seu llibre titulat The Qualities of Mothering és la diferència entre el retard intel·lectual en el nen i la disminució del creixement emocional del nen com el no-desenvolupament d'un creixement emocional sa.

## Premis i honors
Rutter va rebre títols honorífics de les Universitats de Leiden, Lovaina, Birmingham, Edimburg, Chicago, Minnesota, Ghent, Jyväskylä, Warwick, East Anglia, Cambridge i Yale. Va romandre a la pràctica fins a la seva carrera professional i el Centre de Michael Rutter per a nens i adolescents, amb seu al Maudsley Hospital, Londres, porta el seu nom.
Rutter era membre honorari de l'Acadèmia Britànica i és membre elegit de la Royal Society. Va ser membre fundador de l'Acadèmia Europaea i de l'Acadèmia de Ciències Mèdiques, i va ser nomenat cavaller el 1992. La cita de la seva cavalleria diu: «Professor de Psiquiatria Infantil i Adolescent, Institut de Psiquiatria de la Universitat de Londres».
El 1983 va donar la Conferència anual de Swarthmore a una gran reunió de quakers britànics, assistint a la seva Reunió Anual, posteriorment publicada com A Measure of Our Values: goals and dilemmas in the upbringing of children.
L'any 2004 va ser guardonat amb el Premi Distintiu de la Societat de Psicologia Clínica Infantil i Adolescent.